# Ratpenat de llança de Keenan
El ratpenat de llança de Keenan (Gardnerycteris keenani) és una espècie de ratpenat de la família dels fil·lostòmids. Viu a Centreamèrica i Sud-amèrica des de Guatemala fins al nord dels Andes peruans a l'oest i Veneçuela a l'est. S'alimenta d'insectes. La fulla nasal fa 2 cm. Anteriorment era classificat com a subespècie de G. crenulatum. Es tracta de l'espècie més basal del gènere Gardnerycteris. Fou anomenat en honor de C. Marvin Keenan.